# Dongta
Dongta (kinesiska: 冬塔, 冬塔乡) är en socken i Kina. Den ligger i provinsen Hunan, i den södra delen av landet, omkring 130 kilometer nordost om provinshuvudstaden Changsha. Antalet invånare är 22016. Befolkningen består av 10 850 kvinnor och 11 166 män. Barn under 15 år utgör 20,0 %, vuxna 15-64 år 71 %, och äldre över 65 år 8,0 %.
Genomsnittlig årsnederbörd är 2 078 millimeter. Den regnigaste månaden är maj, med i genomsnitt 321 mm nederbörd, och den torraste är januari, med 54 mm nederbörd.